# Delta Madureira Filho
Delta Madureira Filho (Cachoeiro de Itapemirim, 7 de setembro de 1949) é um médico brasileiro.
Foi eleito membro da Academia Nacional de Medicina em 2001, ocupando a Cadeira 38, da qual Alfredo Alberto Pereira Monteiro é o patrono.